# Marktgleichgewicht
Als Marktgleichgewicht bezeichnet man in der Wirtschaftswissenschaft die Marktentwicklung auf einem Markt, in der die Menge des Angebots gleich der Nachfragemenge ist. Diese Menge wird als Gleichgewichtsmenge bezeichnet.
Das Marktgleichgewicht ist ein Zustand, den alle Marktteilnehmer anstreben, weil sich Marktstörungen durch Erhöhung des wirtschaftlichen Risikos auf Angebot, Nachfrage und Preis auswirken. Liegt ein stabiles Marktgleichgewicht nicht vor, so muss sich Heinrich von Stackelberg zufolge entweder die Preisbildungsform oder die Marktform in irgendeiner Richtung ändern. Da es in der Regel umso mehr Käufer (und weniger Verkäufer) gibt, je niedriger der Preis ist, sowie umso mehr Anbieter (und weniger Nachfrager), je höher der Marktpreis ist, fungiert der Preis als gleichgewichtsbildende Variable. Der Preis, der zum Marktgleichgewicht führt, wird als Marktpreis oder Gleichgewichtspreis bezeichnet.
Das Gleichgewicht bei der Preisbildung ist ein zentrales Element der neoklassischen Theorie und der Allgemeinen Gleichgewichtstheorie.

## Geschichte

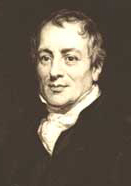
David Ricardo

Versuche, zu bestimmen, wie Angebot und Nachfrage zusammenhängen, nehmen ihren Ursprung im Buch Der Wohlstand der Nationen von Adam Smith, das erstmals 1776 veröffentlicht wurde. In diesem Buch ging Smith davon aus, dass die Nachfrage zwar vom Preis des Gutes abhänge, jedoch umgekehrt keine Beeinflussung des Preises von der Nachfrage existiere. David Ricardo veröffentlichte 1817 das Buch Principles of Political Economy and Taxation, in dem die erste Idee eines ökonomischen Modells vorgeschlagen wurde. In ihm legte er die Grundgedanken der Annahmen dar, die zur Bildung der Theorie des Gleichgewichtspreises führten.
Im späten 19. Jahrhundert entstand die Idee des Grenzpreises. Gründer dieser neuen Schule waren im Wesentlichen Stanley Jevons, Carl Menger und Léon Walras. Der Grundgedanke daran war, dass der Preis durch den höchsten Preis festgesetzt wurde, den ein Käufer zu zahlen bereit war, das heißt den Grenzpreis. Das war eine substanzielle Verbesserung gegenüber den Gedanken Adam Smiths zur Bestimmung des Angebotspreises.
Letztendlich kombinierten Alfred Marshall und besonders Léon Walras ihre Ideen über den Angebots- und Nachfragepreis und betrachteten den Gleichgewichtspunkt, an dem sich die beiden Kurven schnitten. Sie begannen ebenfalls damit, die Einflüsse verschiedener Märkte untereinander zu betrachten. Seit dem späten 19. Jahrhundert hat die Theorie von Angebot und Nachfrage kaum noch Veränderungen erfahren. Die größte Aufmerksamkeit richtet sich nun auf Fälle, in denen Marktversagen entsteht, etwa bei Monopolen, bei irrationalen Handlungsweisen der Marktteilnehmer oder bei Liquiditätsengpässen, und auf die Betrachtung der Transaktionskosten.

## Annahmen und Definitionen
Die Theorie geht von mehreren Annahmen aus, die zur Markträumung und zur Herausbildung eines Gleichgewichtspreises erfüllt sein müssen. Diese Voraussetzung ist nicht streng erfüllbar, weswegen es den Gleichgewichtspreis in der Realität selten gibt.
In einem vollkommenen Markt, das heißt einem Markt mit vielen kleinen rational handelnden Anbietern und Abnehmern, von denen keiner den Marktpreis nach eigenem Ermessen beeinflussen kann, stellt sich ein Gleichgewichtspreis ein. Diese Annahme ist grundlegend für die einfache Theorie des Gleichgewichtspreises, wie sie in einführenden Wirtschaftsvorlesungen gelehrt wird. In den meisten realen Märkten trifft diese Annahme jedoch nicht zu, sei es aus Gründen geringer Markttransparenz oder weil einzelne Käufer oder Verkäufer genügend Marktmacht haben, um den Preis zu ihren Gunsten zu beeinflussen. In solchen Situationen ist das einfache Modell des Gleichgewichtspreises ungenügend und bedarf weiterer Untersuchungen. Des Weiteren wird angenommen, dass keine Transaktionskosten existieren, was in der Realität auch selten der Fall ist. Transaktionskosten bezeichnen diejenigen Kosten, die neben dem eigentlichen Kauf entstehen, also etwa die Kosten für die Preisinformation und die Transportkosten. Außerdem darf keine Rückkopplung bestehen, z. B. in der Art, dass die Höhe der Anbieter- und Nachfragepreise eine Einheit sind. Das ist z. B. beim Arbeitsmarkt der Fall, wo die Preise durch die Lohnkosten bestimmt werden. Gleichzeitig bildet aber das Einkommen die Grundlage, zu welchen Preisen eingekauft werden kann. Trotz dieser Schwächen ist das Modell als erste Approximation für das Marktgeschehen verwendbar.
Die Volkswirtschaftslehre widmet besonders solchen Fällen viel Aufmerksamkeit, in denen sogenanntes Marktversagen zu einer suboptimalen Allokation, also einer nicht-optimalen Aufteilung knapper Ressourcen, führt. Zum Beispiel wird ein Monopolist immer überhöhte Preise fordern, wodurch es zu einer Verknappung der angebotenen Menge kommt. In solchen Fällen können Ökonomen versuchen, Regeln zu finden, die dieses Marktversagen und den daraus resultierenden Wohlfahrtsverlust für die Gesellschaft vermeiden oder wenigstens vermindern sollen. Der Staat könnte direkt durch gesetzliche Maßnahmen (Höchstpreise oder Mindestpreise) oder indirekt durch Marktregulierung zum Beispiel in Form von Steuern eingreifen.

### Nachfrage
Nachfrage ist die Menge an Gütern, die die Konsumenten zu einem bestimmten Preis kaufen wollen. Man kann eine Nachfragetabelle erstellen, die die nachgefragte Menge zu allen möglichen Preisen zeigt. Diese Tabelle kann ebenso als Graph im Marktdiagramm oder als mathematische Formel dargestellt werden. Die Hauptkriterien des Preises, der bezahlt wird, sind typischerweise die Menge des Gutes, die Höhe des eigenen Einkommens, persönlicher Geschmack, der Preis von Substitutionsgütern („Ersatz“) und komplementären Gütern. Die Güter „Auto“ und „Benzin“ sind beispielsweise komplementär, da sich ihr Konsum gegenseitig verstärkt.
Die variable Nachfragemenge q ergibt sich als Funktion D aus den unabhängigen Variablen p (Preis), p1, p2, …, pn (den Preisen anderer Güter), Yv (verfügbares Haushaltseinkommen) und ED (Erwartungen der Nachfrager an den Markt im Sinne von Preisentwicklungen etc.). Mathematisch:
{\displaystyle q=D(p,p_{1},p_{2},\dots ,p_{n},Y_{\mathrm {v} },ED)}

### Angebot
Angebot bezeichnet die Menge eines Gutes, die Erzeuger zu einem bestimmten Preis zu produzieren bereit sind und dies auch können.
Analog zur Theorie der nachgefragten Menge ergibt sich die angebotene Menge q als funktionale Beziehung S mit den unabhängigen Variablen p (Preis), p1, p2, …, pn (den Preisen anderer Güter), w1, w2, …, wn (den Kosten der Produktionsfaktoren bzw. der Dienstleistungsbereitstellung), F (dem Stand der Produktionstechnik) und ES (den Erwartungen der Anbieter an den Markt im Sinne von Preisentwicklungen etc.). Mathematisch:
{\displaystyle q=S(p,p_{1},p_{2},\dots ,p_{n},w_{1},w_{2},\dots ,w_{n},F,ES)}

## Bestimmung des Gleichgewichtspreises

Entstehung des Gleichgewichtspreises

Die Grafiken, auch Preis-Absatz-Funktion genannt, zeigen die vom Preis abhängigen Größen Angebot und Nachfrage. Anders als in der Mathematik üblich ist hier die unabhängige Variable „Preis“ entlang der senkrechten Achse aufgetragen, während die abhängigen Variablen Angebot und Nachfrage („Menge“) entlang der horizontalen Achse aufgetragen sind. Diese Darstellung ist in den Wirtschaftswissenschaften üblich.
Die Angebotslinie startet mit kleinem Angebot bei einem niedrigen Minimalpreis und wächst mit steigendem Preis. Die Nachfragelinie startet mit einer kleinen Nachfrage bei einem hohen Maximalpreis und nimmt mit fallendem Preis immer weiter an Menge zu. Wie an diesen zwei Linien zu erkennen ist, gibt es immer mehr Anbieter und Waren je höher der verlangte Preis ist. Umgekehrt gibt es immer mehr Abnehmer, die immer mehr kaufen, je niedriger der für die Ware verlangte Preis ist. Da die Preiswünsche von Anbietern und Abnehmern gegenläufig sind, stellt sich im Markt ein Gleichgewicht an der Schnittstelle von Angebot und Nachfrage ein, die den Gleichgewichtspreis und das Maximum des Umsatzes festlegt.

### Veränderung der Nachfrage

Auswirkungen einer steigenden Nachfrage

Wenn mehr Leute ein bestimmtes Gut haben wollen, wird sich die nachgefragte Menge zu allen Preisen erhöhen. Die Ursache einer höheren Nachfrage können zum Beispiel eine neue Mode, andere Lebensumstände oder höheres Einkommen sein. Infolge der höheren Nachfrage und der damit verbundenen Rechtsverschiebung der Nachfragelinie steigt der Gleichgewichtspreis und die umgesetzte Menge.
Wenn etwa mehr Menschen Kaffee kaufen wollen, werden die Anbieter zunächst den Preis erhöhen können, da mehr Nachfrage als Angebot vorhanden ist. Als Folge der Preiserhöhung werden weitere Anbieter hinzukommen oder bestehende Anbieter ihr Angebot vergrößern, da es sich bei dem höheren Preis nun für sie lohnt. Durch diese Reaktion des Marktes entsteht ein neues Marktgleichgewicht mit neuem Gleichgewichtspreis und neuer Umsatzmenge.
Wenn umgekehrt die Nachfrage sinkt, geschieht das Gegenteil. Die Nachfragekurve verschiebt sich nach links, der Gleichgewichtspreis sinkt, und als Folge davon wird auch das Angebot sinken.

### Veränderung des Angebots

Auswirkung eines steigenden Angebots

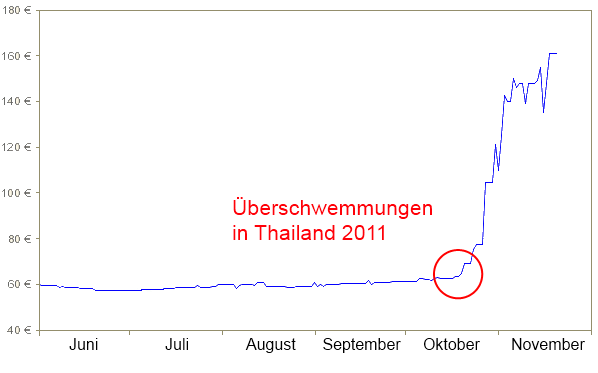
Preisentwicklung eines 2-TB-Festplattentyps von Western Digital nach den Überschwemmungen in Thailand 2011 als Beispiel einer Verknappung des Angebots. Werke von großen Festplattenherstellern und Zuliefererfirmen wurden überschwemmt.

Ein steigendes Angebot drückt den Preis und erhöht die umgesetzte Menge. Bei sinkendem Angebot steigt der Preis und die Menge sinkt.
Wenn beispielsweise ein verbessertes, kostengünstigeres Verfahren zum Weizenanbau eingeführt wird, könnten mehr Anbieter für den gebotenen Preis Weizen verkaufen. Dies führt unter Umständen zu einem Überangebot an Weizen. Um ihren ganzen Weizen verkaufen zu können, müssen die Anbieter den Preis reduzieren. Dies führt dazu, dass der Weizen für mehr Abnehmer, zum Beispiel für Bäcker, interessant wird, da diese damit günstigeres Brot herstellen können und ihrerseits mehr verkaufen können. In der Folge bildet sich ein neues Gleichgewicht im Weizenmarkt mit einem niedrigeren Gleichgewichtspreis und einem größeren Marktvolumen.

## Elastizität
Ein wichtiges Konzept für das Verständnis des Gleichgewichtspreises ist die Preiselastizität. Sie gibt an, wie stark sich eine Preisänderung eines Produktes oder einer Dienstleistung auf die Nachfrage bzw. auf das Angebot auswirkt.

## Anomalien
Die idealisierte Theorie geht davon aus, dass der komplette Handel zum Gleichgewichtspreis stattfindet. Dies setzt zum einen voraus, dass alle Marktteilnehmer den Markt jederzeit komplett überschauen können. Fast immer ist jedoch nur ein Teil des Gesamtmarktes für die Handelnden einzusehen. Zum anderen findet auch ein Handel neben dem Gleichgewichtspreis statt, wie z. B. auf dem Schwarzmarkt, wenn auch meist mit verringerten Umsätzen.

### Angebotsanomalien
Auf der Angebotsseite gibt es Verschiebungen, weil der mögliche Preis sehr stark von der nachher auch verkauften (nicht nur angebotenen) Menge abhängt. Ein Hersteller kann bei gleichen Fixkosten leicht die doppelte Menge produzieren, so dass sich die Fixkosten auf eine wesentlich größere Menge aufteilen.
Das Überschauen des Marktes kostet Nachfrager und Anbieter viel Geld, wie beispielsweise Recherchekosten, Werbung etc. Deshalb ist es für die Hersteller interessanter, an weniger Nachfrager höhere Stückzahlen abzusetzen. Gleichzeitig können Nachfrager ihre Nachfrage bündeln und ebendies so ausnutzen.
Verknappung des Angebots oder der Nachfrage: Ein Markt, auf dem es nur wenige Nachfrager oder nur wenige Anbieter gibt, reagiert anders als das Polypol. In beiden Fällen entsteht eine Marktmacht, die es erlaubt, den Preis zu seinen Gunsten zu verändern. In der Theorie ist es egal, ob ein Hersteller mehr zu einem niedrigeren Preis oder weniger zu einem höheren Preis verkauft. Aufgrund der Stückzahlen (s. o.) ist dies aber nicht linear, sondern der Wegfall eines Großkunden (bei gleichem Marktvolumen) kann ein Unternehmen ruinieren, weil es dann zum Marktpreis nicht mehr produzieren kann. Umgekehrt gibt es unter wenigen Herstellern weniger Konkurrenz, da alle sehr effektiv produzieren können. Es kommt eher zu Preisabsprachen oder gleichzeitigen Preiserhöhungen, da niemand Angst hat, ihm könnten Marktanteile deshalb verloren gehen.
Monopol: Es gibt nur noch einen Hersteller oder Nachfrager (Monopson), der den Preis im Prinzip nach Belieben bestimmen kann. Es gibt in diesem Falle tatsächlich nur noch einen Preis, dieser wird jedoch nicht mehr am Markt bestimmt. Durch die Marktgesetze bestimmt sich dann nur noch die nachgefragte bzw. angebotene Menge. Dies führt zum Marktversagen, da hier die vorhandenen Ressourcen nicht mehr optimal ausgenutzt werden und das Marktvolumen beschnitten wird.
Entkoppelung von Nachfrage und Bedarf: Das Modell setzt voraus, dass entsprechend dem möglichen Preis auch Nachfrage am Markt entsteht. Dies gilt vor allem bei Luxusgütern, wie zum Beispiel eines Sportwagens oder einer Yacht. Diese möchte man zwar vielleicht gerne besitzen, aber nicht für jeden Preis. Eine Preiserhöhung bei Benzin wird dagegen nur langfristig zu Verhaltensänderungen als Reaktion auf den höheren Preis führen. Eine gewisse Grund-Nachfrage nach Trinkwasser gibt es prinzipiell sogar unabhängig vom Preis, da niemand das Trinken unterlassen kann.

### Preisanomalien
Beim Marktgleichgewicht nimmt man an, dass zum herrschenden Preis die Nachfrager die gewünschten Mengen kaufen und die Anbieter verkaufen können. Die Annahme ständiger Markträumung ist aber dabei nicht realistisch, weil sich die Preise verzögerungslos an Änderungen von Angebot und Nachfrage anpassen müssten. Aber die Preise sind zum Beispiel durch Verträge (Tarifverträge für Löhne, Buchpreise) oft über mehrere Jahre festgelegt. Der Markträumungsansatz geht davon aus, dass alle Preise und Löhne flexibel sind, aber in der Realität existieren Lohn- und Preisstarrheiten.
Ein steigender Preis bei sinkender Nachfrage tritt zum Beispiel im öffentlichen Personennahverkehr, bei Trinkwasser und bei Fertigung von Kleinserien von früher in Großserien hergestellten Produkten auf.
Am Ende des Produktionszyklus eines Produktes oder später sinkt die Nachfrage stark. Wenn es dann doch noch benötigt wird, ist der Preis viel höher als in der Mitte des Produktionszyklus.

### Definitionen
Bei einem Nachfragemarkt, auch Käufermarkt, bestimmt die Nachfrage das Angebot. In dieser Marktsituation sinkt der Preis. Es herrscht entweder ein Angebotsüberschuss (steigendes Angebot und konstante Nachfrage) oder ein Nachfragedefizit (sinkende Nachfrage bei gleichbleibendem Angebot).
Beim Angebotsmarkt liegt das Angebot unter der Nachfrage. Der Preis steigt. Es herrscht entweder ein Angebotsdefizit (sinkendes Angebot und konstanter Nachfrage) oder ein Nachfrageüberschuss (steigende Nachfrage und gleichbleibendes Angebot).
Ein Beispiel ist die Einführung der ersten MP3-Player. Das Angebot war gering, der Preis hoch und die Käufer zufrieden, wenn sie ein Gerät erstanden. Mit der Zeit änderte sich der Angebotsmarkt hin zu einem Nachfragemarkt. Der Kunde kann aus einer Vielzahl von Produkten auswählen, wodurch sich auch keine hohen Preise mehr durchsetzen lassen.

## Marktformen
Abhängig von verschiedenen Marktformen (Polypol, Oligopol, Monopol) entsteht der Preis auf unterschiedliche Weise. Sowohl Mono- wie auch Polypolisten müssen bei dem Marktgleichgewicht die Grenzkostenkurve beachten. Während die Polypolisten den Schnittpunkt mit der Nachfragefunktion suchen, erreichen die Monopolisten das Gewinnmaximum beim Schnitt mit der Grenzumsatzfunktion. Da der Grenzumsatz unter der Nachfragefunktion liegt, ist am Monopolmarkt der Preis bei einer geringeren Menge höher. Damit ist für den Nachfrager theoretisch ein Polypolmarkt günstiger.

### Marktformentabelle nach Stackelberg
Märkte lassen sich nach der Zahl der Anbieter und Nachfrager in verschiedene Marktformen unterteilen. Die gebräuchlichste Einteilung des Marktes geht zurück auf Heinrich Freiherr von Stackelberg (1905–1946):
|          |        | Nachfrager | Nachfrager           | Nachfrager            |
| viele    | wenige | ein        |                      |                       |
| -------- | ------ | ---------- | -------------------- | --------------------- |
| Anbieter | viele  | Polypol    | Oligopson            | Monopson              |
| Anbieter | wenige | Oligopol   | bilaterales Oligopol | beschränktes Monopson |
| Anbieter | ein    | Monopol    | beschränktes Monopol | bilaterales Monopol   |

### Polypol
Die Preisbildung auf einem polypolistischen freien Markt erfolgt durch die Wechselwirkung von Angebot und Nachfrage. Dabei pendelt sich der Preis auf einem kompetitiven Markt so ein, dass er Angebot und Nachfrage ausgleicht (Marktgleichgewicht). Ist das Angebot größer als die Nachfrage, so sinkt der Preis. Zu einem tieferen Preis sind mehr Nachfrager bereit, das Produkt zu kaufen, aber weniger Anbieter bereit, das Gut anzubieten. Die Nachfrage steigt und das Angebot sinkt. Den Preis, bei dem Nachfrage und Angebot gleich groß sind, nennt man Gleichgewichtspreis.
Die Marktteilnehmer in einem Polypol nehmen den Preis als gegeben entgegen und handeln als Mengenanpasser. Dabei wird bei einem höheren Preis eine größere Menge angeboten, zum Beispiel beim Eintritt neuer Anbieter in den Markt, oder der Ausweitung der Produktion über die bestehende Angebotsmenge hinaus durch Erhöhung der Produktionskapazität.
In Abhängigkeit von der Marktform und den Marktbedingungen unterscheidet man die Preisbildung z. B. beim Polypol bei
- vollkommener Konkurrenz
- unvollkommener Konkurrenz.

### Monopol
Mit abnehmender Zahl der Anbieter und Abnehmer eines Gutes wird auch die Preisbildung schwieriger und unstetiger.
Bei einem unilateralen Monopol bestimmt der Anbieter bzw. der Abnehmer alleinig den Preis. Die Nachfragefunktion nimmt der Monopolist als Datum entgegen. Er wird immer eine Preis/Mengen-Kombination auf dieser Nachfragefunktion wählen, da er bei einem Überschreiten einen Angebots(mengen)überschuss, bei Unterschreiten einen Nachfrage(mengen)überschuss erzeugen würde.
Das Gewinnmaximum für den Monopolisten ist der Cournotsche Punkt (Schnittpunkt von Grenzkosten und Grenzerlös). Dieser liegt unterhalb des Erlösmaximums.
In einem bilateralen Monopol ist die Preisfindung oft willkürlich.
In Abhängigkeit von der Marktform und den Marktbedingungen unterscheidet man die Preisbildung z. B. beim Angebotsmonopol bei
- vollkommener Konkurrenz,
- unvollkommener Konkurrenz

### Oligopol
Beim Oligopol hängt der Gewinn von den Reaktionen der anderen ab.
Beim Oligopol gibt es wenige Anbieter und viele Nachfrager.
Das Kernproblem der Oligopoltheorie ist daher die Entwicklung realistischer Hypothesen über die Reaktion der anderen. Für Dyopole wurden folgende Hypothesen aufgestellt:
- Cournotsche Hypothese: Die Dyopolisten betreiben unabhängige Mengenstrategien
- Stackelbergsche Hypothese: Dieser rechnet mit unelastischerer Verhaltensweise des Anderen. Er ermittelt den Gewinn, der nach erfolgter, von ihm erwarteter Anpassung des zweiten ein Maximum darstellt.
- Camerlin-Fellnersche Hypothese Beide Dyopolisten kooperieren und verhalten sich somit wie ein Monopolist
- Theorie der Geknickten Nachfragekurve: Konkurrenten folgen Preissenkungen sofort, bei Preiserhöhungen erfolgt keine Reaktion
- Gleichgewichts-Gebiets-Lösung nach Krelle

## Marktmechanismus
Beim Marktmechanismus wird berücksichtigt, ob ein Markt funktioniert oder nicht. Funktioniert ein Markt nicht, liegt Marktversagen vor. Dabei können die Güterarten den Abstufungen des Marktmechanismus‘ zugeordnet werden:
| Marktmechanismus                              | Marktversagen                | Gütertypologie                 | Beispiele                           |
| --------------------------------------------- | ---------------------------- | ------------------------------ | ----------------------------------- |
| Markt funktioniert                            | kein Marktversagen           | private Güter                  | Gebrauchsgüter, Verbrauchsgüter     |
| Markt funktioniert, aber nicht optimal        | partielles Marktversagen     | meritorische Güter             | Schulen, Krankenhäuser              |
| Markt funktioniert nicht                      | totales Marktversagen        | öffentliche Güter, Gemeingüter | Landesverteidigung, Straßennetz     |
| Markt würde funktionieren, darf es aber nicht | Marktregulierung und Verbote | demeritorische Güter           | Illegale Drogen, Zwangsprostitution |

Dort, wo ein Markt nicht funktioniert, greift in der Marktwirtschaft der Staat in das Marktgeschehen ein.

## Kritik
Zunächst muss unterschieden werden, wo und wie das Konzept des Marktgleichgewichtes zum Einsatz kommt. Es wird in ganz unterschiedlichen Kontexten benutzt und beispielsweise auf einzelnen Märkten. Eine Kritik könnte auf die mathematischen Eigenschaften von Angebots- und Nachfragefunktionen (bzw. Gütereigenschaften) abzielen oder auf die Simplizität oder Komplexität des Rahmenmodells. Auch muss beachtet werden, ob direkt Marktgleichgewichte kritisiert werden oder das ökonomische Gleichgewichtskonzept per se (vgl. Gleichgewicht (Wirtschaftstheorie)).
Kritik an gesamtwirtschaftlichen Gleichgewichten beruht häufig auf den Methoden der Aggregation von Individualdaten (vgl. interpersoneller Nutzenvergleich im Utilitarismus).

### Neoklassik und Allgemeine Gleichgewichtstheorie
Das Gleichgewicht bei der Preisbildung ist ein zentrales Element der Neoklassischen Theorie und der Allgemeinen Gleichgewichtstheorie.
Im Zusammenhang mit der Wohlfahrtsökonomik ist beispielsweise zu kritisieren, dass ein kardinales Nutzenverständnis zugrunde gelegt wird. Nur dies ermöglicht interpersonelle Nutzenvergleiche und damit eine Aggregation von Individualnutzen. Diese Annahme ist höchst problematisch, was Kenneth Arrow in seinem Unmöglichkeitstheorem 1951 zum Ausdruck brachte (vgl. Arrow-Theorem).
Kritiker der Theorie der Gleichgewichtspreisbildung bezeichnen sie als theoretisches Modell, das nicht allgemein angewendet werden könne (Marktversagen). Sie verweisen dabei u. a. auf tatsächliche Abweichungen von der Modellannahme, dass ein höherer Preis zu weniger Nachfrage, aber mehr Angebot führt.

### Ausgewählte Märkte
Auf dem Arbeitsmarkt beispielsweise kann sinkender Lohn zu höherem Arbeitsangebot, auch von Familienmitgliedern, führen, wenn die Arbeitsanbieter versuchen, ihr Einkommen zu halten. Nach der Effizienzlohntheorie kommt es einerseits nicht zu einem markträumenden Lohn, weil die Unternehmen Löhne zahlen, die höher als der Gleichgewichtslohn sind, weil sie sich davon eine höhere Arbeitsproduktivität der Arbeitnehmer versprechen. Aber andererseits sind Lohnabhängige gezwungen, ihre Arbeit bei fehlender Nachfrage selbst dann anzubieten, wenn der zu erwartende Lohn existenzgefährdend niedrig ist.
Als weiteres Beispiel werden die Finanzmärkte genannt, auf denen manche Akteure Wertpapiere verkaufen, wenn diese unter einen bestimmten Börsenkurs fallen. Umgekehrt steigt die Nachfrage nach Wertpapieren womöglich gerade dann, wenn ihr Preis steigt (Herdenverhalten). Kritikern zufolge ist das Modell der Gleichgewichtspreisbildung daher (wenn überhaupt) nur auf Güter anwendbar, die einen immanenten direkten Nutzen haben, wie etwa Brot vom Bäcker, und die nicht als Spekulationsobjekte „missbraucht“ werden können.
Allerdings zeigt gerade der Finanzmarkt den Realitätsbezug des Modells: Würde die Mehrheit der Wertpapier-Besitzer unter einem bestimmten Kurs verkaufen wollen, so würde der Kurs auf Null sinken. Dies ist in der Realität jedoch nur dann zu beobachten, wenn dem Wertpapier von Seiten der Anleger tatsächlich kein Wert mehr beigemessen wird – vielmehr finden die verkaufsbereiten Wertpapierbesitzer im Regelfall in ausreichendem Umfang Kaufinteressenten, so dass sich ein neuer (niedriger) Gleichgewichtspreis einstellt. Modellbefürworter erklären dieses Verkaufsverhalten daher ausschließlich mit dem Vorliegen neuer Informationen und einer daraus folgenden Neubewertung des Gutes durch die Besitzer.

### Rezeption
Trotz der Kritik liefert das Modell gerade durch die vereinfachten Annahmen einen hohen Erklärungsgehalt für viele Alltagsbeispiele, die in obigen Abschnitten erwähnt werden. Es muss jedoch stets geprüft werden, ob die Voraussetzungen der Anwendbarkeit gegeben sind. Mit den entsprechenden Erweiterungen bei speziellen Marktsituationen ist sie für die meisten Fälle anwendbar, wenn man die Spekulationsobjekte außer Acht lässt.